# 高昇
高 昇（こう しょう）は、中国の通俗歴史小説『三国志演義』に登場する架空の人物。
黄巾賊の張宝の副将。黄巾の乱の折、曲陽にて官軍の朱儁と義勇軍の劉備と対峙した際、先鋒として出陣するも、張飛との一騎討ちでわずか数合で討ち取られた。